# П'єр Петі (фотограф)

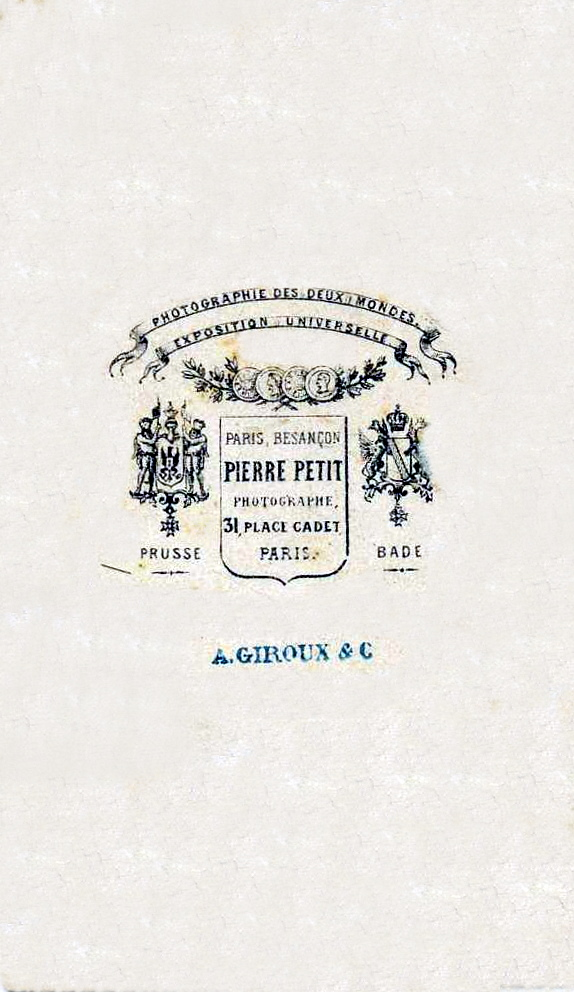
Торгова марка П'єра Петі

П'єр Петі (фр. Pierre Petit; 15 серпня 1831, Опс — 16 лютого 1909, Париж) — французький фотограф.

## Біографія
Розпочав кар'єру фотографа у 1849 році як дагеротипіст, а 1855 року приєднався до команди асистентів у студії Андре Дісдері. У 1858 році залишив Дідері, щоб заснувати власний бізнес. Наступного року, разом з Антоніном Рене Трінквартом, відкрив студію на паризькій вулиці Кадет, 31 під назвою La Photographie des Deux Mondes. З 1862 року Петі самостійно вів справи за тією ж адресою протягом решти століття.
У 1861 році розпочав роботу над Галереєю портретів сучасників (Galerie des hommes de jour), що являла собою пантеон відомих осіб, здебільшого письменників, яких він фотографував. За цим послідувала серія портретів для французького єпископату, що склала основу альбому l'Episcopat français, clergé de Paris.
Петі був офіційним фотографом Всесвітньої виставки 1867 року, здійснив декілька поїздок як репортер до Нью-Йорку на будівництво Статуї Свободи.

## Галерея

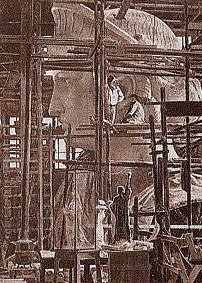
Статуя Свободи
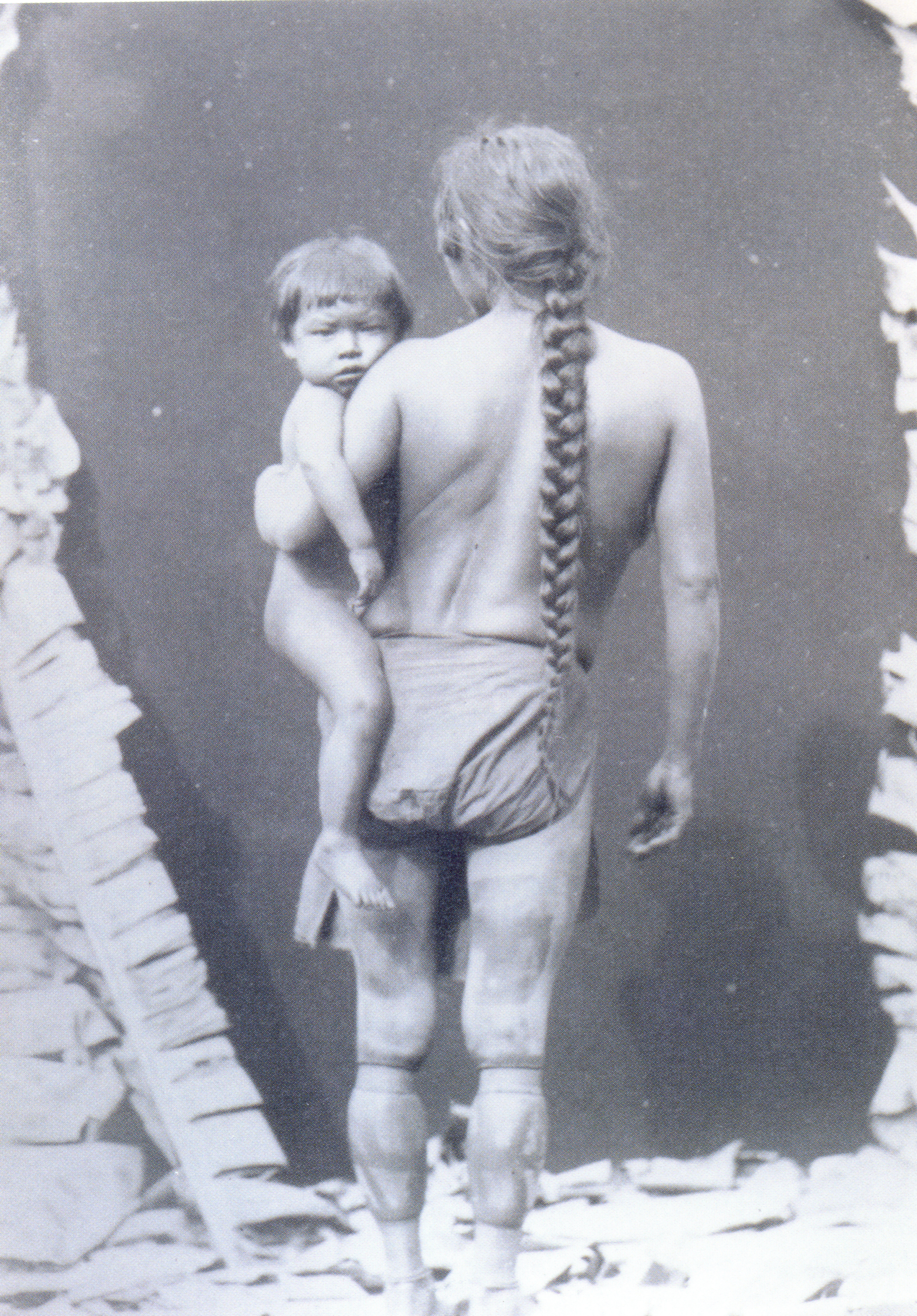
Жінка Калина з дитиною
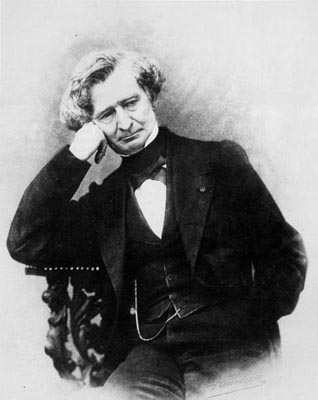
Композитор Гектор Берліоз
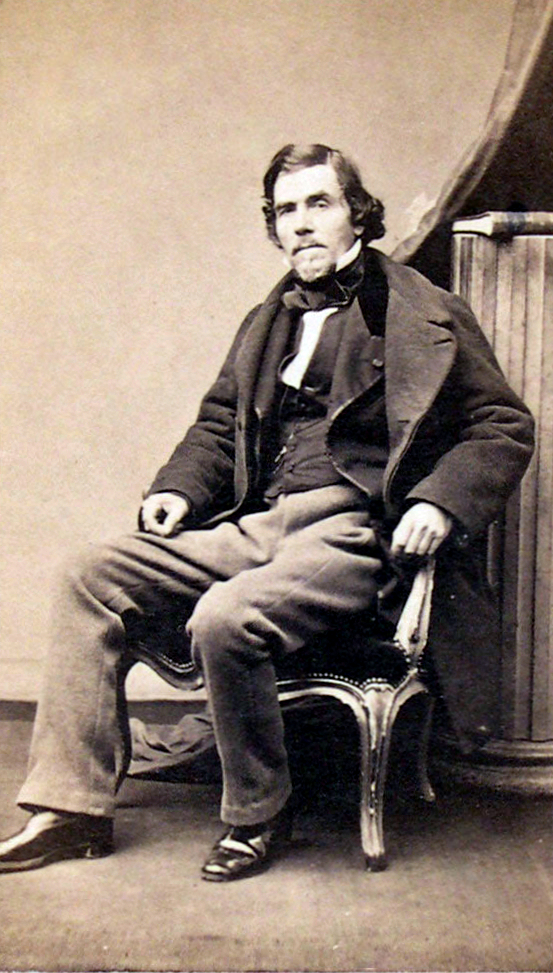
Художник Ежен Делакруа